# St. Johannes Baptist (Ichenhausen)

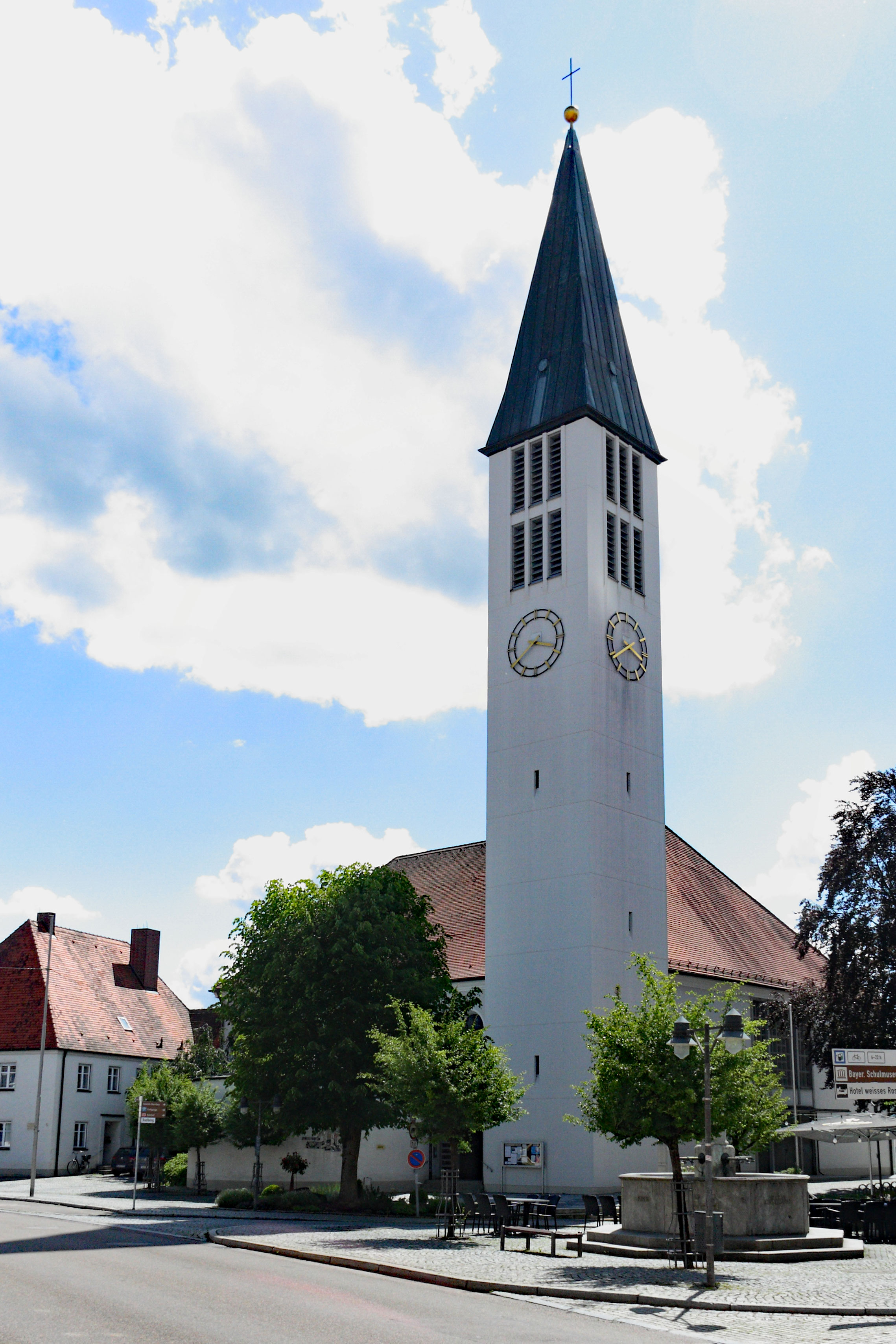
St. Johannes Baptist in Ichenhausen

St. Johannes Baptist ist die römisch-katholische Pfarrkirche in Ichenhausen, einer Stadt im schwäbischen Landkreis Günzburg in Bayern. Die Kirche gehört zum Dekanat Günzburg des Bistums Augsburg.
Kirchenpatron ist Johannes der Täufer. 

## Beschreibung
Die 1745/46 errichtete barocke Vorgängerkirche wurde 1964 durch den Einsturz des Kirchturms weitgehend zerstört. Bis 1967 wurde sie nach Plänen von Thomas Wechs neu gebaut. An der Nordwestecke des Langhauses steht der schlanke Kirchturm, der mit einem spitzen Helm bedeckt ist. Der Innenraum ist mit einer Flachdecke überspannt. In seinem Süden steht ein Volksaltar. Die historischen Ausstattungsstücke der Kirche sind denkmalgeschützt. Die Orgel wurde 1975 von der Orgelbau Sandtner gebaut.